# Spathuliger antelmei
Spathuliger antelmei är en skalbaggsart som beskrevs av Auguste Vinson 1961. Spathuliger antelmei ingår i släktet Spathuliger och familjen långhorningar. Inga underarter finns listade i Catalogue of Life.